# Nicholas Eames
Nicholas Eames (Wingham, Ontario) es un escritor canadiense de literatura fantástica. Antes de dedicarse plenamente a la escritura estudió teatro en la universidad. En 2017 publicó Reyes de la tierra salvaje, una novela de alta fantasía que fue galardonada como la mejor novela debut en los Fantasy Stabby de 2017 y como la mejor novela de fantasía en los premios David Gemmel de 2018. En 2018 publicó su continuación: Rosa la Sanguinaria. 

## Obras

#### Saga La Banda
- Reyes de la tierra salvaje (Kings Of The Wyld, 2017), publicada en España por Gamon Fantasy en 2021.
- Rosa la sanguinaria (Bloody Rose, 2018), publicada en España por Gamon Fantasy en 2021.